# 横山家住宅
横山家住宅（よこやまけじゅうたく）は、東京都足立区千住四丁目にある歴史的建造物。もとは地漉紙問屋を営んでおり「松屋」という屋号だった。足立区登録有形民俗文化財（古民家）に登録されている。

## 松屋・横山家について
横山家の初代は紙問屋を始める前は呉服屋を営んでいたと伝わるが詳細は不明である。初代は紙問屋を始める以前、南千住の薬屋に奉公していたとも伝わっている。この縁から檀那寺は南千住の誓願寺であるという。屋号を松屋とし、当主は代々佐助と名乗った。家印は松佐とした。番頭や小僧、書生や女中も共に暮らしていた。
千住大川町の氷川神社には紙すき碑がある。天保年間に地漉紙が不足した折に奉行の命で緊急増産した地漉紙問屋21軒の名前が記されており、松屋佐助の名前も刻まれている。

## 浅草紙
屑紙を集めて窯でドロドロにしたものを再度漉いて紙にしたものを浅草紙と呼んだ。近隣農家で副業として作ったものを横山家で仕入れて扱った。落し紙、漉紙、使い紙、下紙、小便紙、大便紙などともよばれ、主にトイレットペーパーとして利用された。江戸時代から1940年まで浅草紙を販売する商いをしていた

## 刀傷と建物の文化財登録
明治維新の上野戦争の時に、彰義隊士によって横山家の柱に刀傷をつけられた。横山家は千住宿の伝馬役だったため、馬一頭の負担が課せられた。横山家は千住宿唯一の江戸時代の問屋の建造物で、千住宿の伝馬屋敷として、1982年（昭和57年）12月10日に足立区登録有形民俗文化財（古民家）に登録された。また、横山家に伝わる歴史的な古文書466点も同日に足立区登録有形民俗文化財（古文書）に登録されている（2025年〈令和7年〉3月21日に追加登録）。

## 建築様式（外観・内装）
建物は1819年（文政2年）の建築と伝えられ、母屋裏の倉は天保年間と伝えられている。1936年（昭和11年）に改修が行われている。
足立区には、江戸時代に宿場町として栄え、明治、大正、昭和初期には「大千住」エリアと呼ばれるほど賑わった伝統的昭和建築の場所があり、街道沿いにある問屋建築が千住四丁目にある地漉紙問屋の横山家である。
細格子造りでどっしりとした家屋は間口いっぱいに引き戸が開き、大きな荷物を積んだ荷車が入るよう店先の空間を大きくとるための工夫が髄所に見られる。太い構造材を使った出桁造りで、二階の床を兼用する踏み天井などの衣裳が特徴。路面から少し下がった高さに戸口があるのは客を迎える心がけの表れと言われている。

### 一般公開
2023年（令和5年）11月18日～19日に足立区立郷土博物館の出張展示が横山家住宅で行われ、狩野素川壽信の『群鶴図屛風』や松平雪江の『四君子図』などが特別公開された。

## 千住宿の町並み
江戸時代初め、宿場町として整備されると、江戸近郊随一の宿場町となり歓楽街としても栄えた。商業の町でもあり、周辺に田畑を持つ多くの農家が作物を運び様々な商店が並んだ。また隅田川は重要な水上交通路で農作物や水産物が江戸市中に送られ、多くの物資と人が行き交う流通の拠点だった。
1790年（寛政12年）の地図によれば当時の千住宿は間口7間から10間（13〜18メートル）を一つの区画とし、一軒分として数えた。
明治に入り鉄道の発展とともに宿場は衰退した。また関東大震災、戦争により、家並みもかつての様子を知ることは困難な状況になった。しかし千住の街には戦火や大地震から逃れた家屋や蔵も残存しており、四丁目の横山家宅から五丁目にかけての家並みは当時の様子を現在に伝えている。